# Хенаро Селаєта
Хенаро Селаєта (ісп. Genaro Celayeta, 9 листопада 1954, Бера — 9 лютого 2008) — іспанський футболіст, що грав на позиції захисника, насамперед, за «Реал Сосьєдад» і національну збірну Іспанії.

## Клубна кар'єра
У дорослому футболі дебютував 1973 року виступами за команду клубу «Сан-Себастьян», команду дублерів «Реал Сосьєдада», в якій провів п'ять сезонів. 
1978 року почав грати за основну команду «Реал Сосьєдад». Відіграв за клуб із Сан-Себастьяна наступні вісім сезонів своєї ігрової кар'єри. Більшість часу, проведеного у складі «Реал Сосьєдада», був основним гравцем захисту команди. 1981 року допоміг команді здобути перший в її історії титул чемпіона Іспанії, а наступного сезону захистити цей титул. Також ставав володарем Суперкубка Іспанії з футболу.
Завершив професійну ігрову кар'єру у клубі «Сабадель», за команду якого виступав протягом 1986—1988 років.
Помер 9 лютого 2008 року на 54-му році життя.

## Виступи за збірну
1980 року провів шість матчів у складі національної збірної Іспанії.

## Титули і досягнення
- Чемпіон Іспанії (2):

«Реал Сосьєдад»: 1980-1981, 1981-1982
- Володар Суперкубка Іспанії з футболу (1):

«Реал Сосьєдад»: 1982